# Morelladon
Morelladon beltrani is een plantenetende ornitischische dinosauriër, behorend tot de Euornithopoda, die tijdens het vroege Krijt leefde in het gebied van het huidige Spanje.

## Vondst en naamgeving
In 2013 werd door teams van de Universidad Nacional de Educación a Distancia (UNED) en van de Universidad Autónoma de Madrid op de Mas de Sabaté (CMP-MS)-vindplaats van de Mas de la Parreta-groeve te Morella een skelet ontdekt van een euornithopode. Het werd geprepareerd door Juan Miguel Soler, Miguel Ángel Aguilar, Jesús Royo en Manuel Domingo García.
In 2015 werd de typesoort Morelladon beltrani benoemd en beschreven door José Miguel Gasulla, Fernando Escaso, Iván Narváez, Francisco Ortega en José Luis Sanz. De geslachtsnaam verbindt de naam van de vindplaats, Morella, met een Oudgrieks odoon, "tand", als verwijzing naar de verwant Iguanodon. De soortaanduiding eert Victor Beltrán, de eigenaar van de Vega del Moll S.A. Company die de groeven exploiteert, wegens zijn medewerking aan het onderzoek.
Het holotype, CMP-MS-03, is gevonden in een laag van de Arcillas de Morella-formatie die traditioneel gedateerd wordt als het vroege Aptien maar volgens recent pollenonderzoek zo oud kan zijn als het laatste Barremien. Het bestaat uit een gedeeltelijk skelet zonder schedel. Bewaard zijn gebleven: een tand uit de rechteronderkaak, zeven ruggenwervels, fragmenten van doornuitsteeksels van ruggenwervels, twee stukken rib, een heiligbeen, twee chevrons, het bekken en een rechterscheenbeen.

## Beschrijving

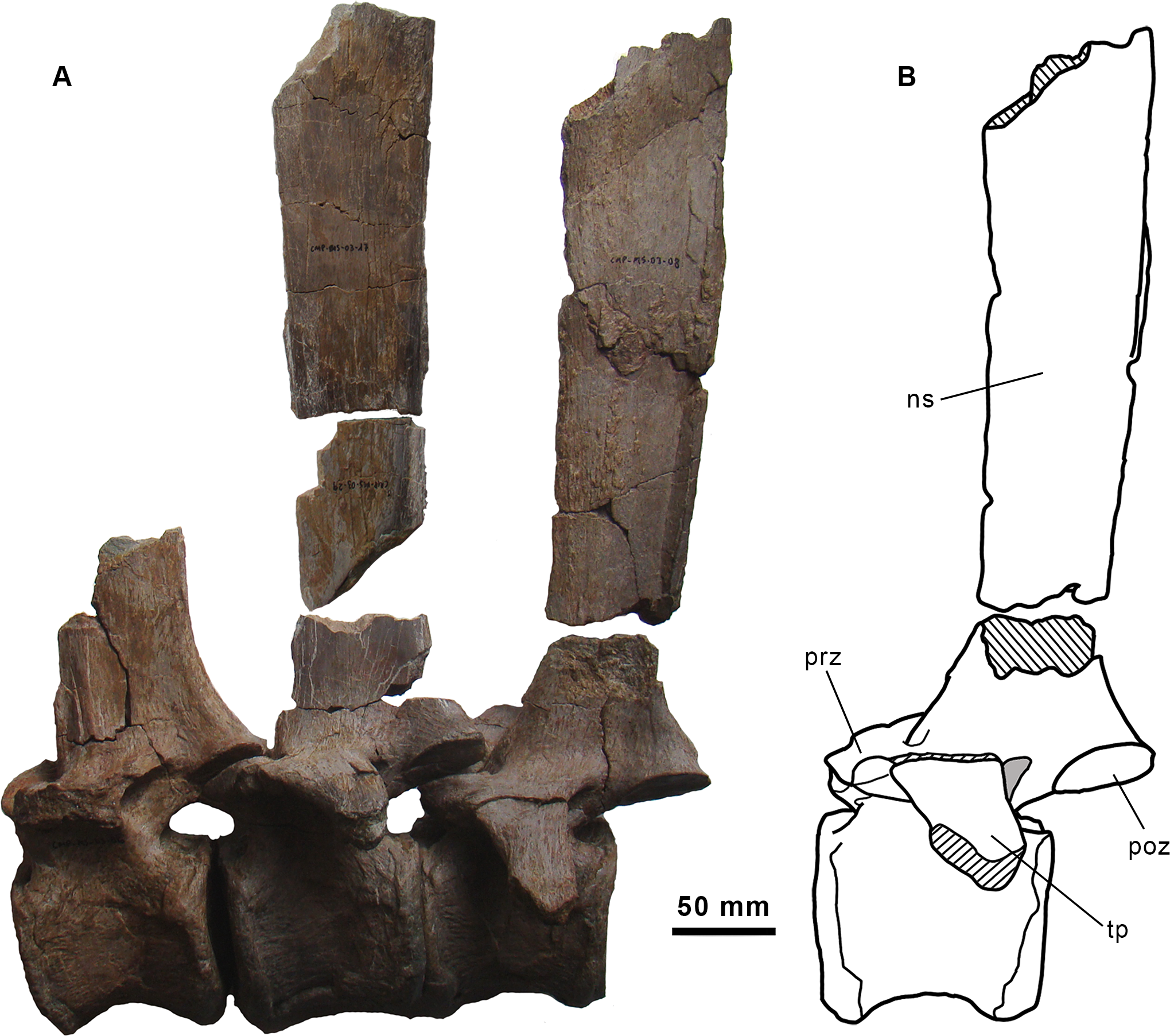
De doornuitsteeksels van de rug

Morelladon is een middelgrote euornithopode. De lichaamslengte is geschat op zes meter, het gewicht op twee ton.
De beschrijvers wisten enkele onderscheidende kenmerken vast te stellen. Dit zijn autapomorfieën, afgeleide unieke eigenschappen. De doornuitsteeksels van de rug bereiken een hoogte tot minstens 4,3 maal de hoogte van hun wervellichamen. De achterste middelste ruggenwervels hebben een zeer hoge en diepe uitholling tussen hun achterste gewrichtsuitsteeksels en de basis van het doornuitsteeksel, 2,6 maal hoger dan de basis van voor naar achter lang is. De rib van de dorsosacrale wervel is versmolten met het heiligbeenjuk. Bij de tweede en derde sacrale wervels is de kiel op de onderzijde beperkt tot het voorste deel van het wervellichaam. Bij de vierde sacrale wervel is de kiel op de onderzijde beperkt tot het voorste deel van het wervellichaam maar slechts weinig uitstekend en breed. De facetten voor de dorsosacrale en eerste sacrale rib liggen dicht opeen en nabij de bovenrand van het darmbeen, hoger dan de facetten van de overige sacrale ribben. De richel op de binnenzijde van het achterblad van het darmbeen loopt schuin naar achteren en boven, naar binnen op het achterdeel van het achterblad een beenplateau vormend met een lichte bolling. Het uiteinde van het zitbeen heeft een D-vormige dwarsdoorsnede door een verbreding aan de buitenzijde.

## Fylogenie
Morelladon is binnen de Iguanodontia basaal in de Styracosterna geplaatst als de zustersoort van de Britse Mantellisaurus. De soort is dan nauwer verwant aan gelijktijdige Britse vormen dan aan de exclusief Spaanse Delapparentia turolensis en Proa valdearinnoensis.

## Levenswijze
De functie van de hoge kam op de rug werd primair gezien als temperatuurregeling in het wispelturige klimaat van de habitat. Daarnaast werd gespeculeerd dat de kam diende als pronkorgaan of voor de opslag van vet.